# Leslie Norris
Leslie Norris (* 21. Mai 1921 in Merthyr Tydfil, Glamorganshire; † 6. April 2006 in Provo, Utah) war ein walisischer Schriftsteller.

## Leben
Er studierte am Coventry Training College und der University of Southampton. Danach war er als Lehrer und Schuldirektor tätig. In den Jahren von 1958 bis 1970 arbeitete er als Dozent für Englisch am College of Education in Bognor Regis. Ab 1974 wirkte er als freischaffender Schriftsteller und Kritiker. Darüber hinaus war er Gastprofessor an Universitäten in den USA, so an der University of Washington in Seattle und der Brigham Young University in Provo.
Er verfasste Gedichte, Kurzgeschichten und Kindergeschichten. 1978 erhielt er den Cholmondeley Award.

## Werke (Auswahl)
- The Tongue of Beauty, Gedichte, 1941
- Poems, Gedichte, 1944
- The Loud Winter, Gedichte, 1967
- Finding Gold, Gedichte, 1967
- Ransoms, Gedichte, 1970
- Mountains Polecats Pheasants, Gedichte, 1974
- Islands off Maine, Gedichte, 1977
- Merlin and the Snake´s Egg, Gedichte, 1978
- Sliding, Kurzgeschichten, 1978
- Walking the White Fields, Gedichte, 1980
- Selected Poems, Gedichte, 1986